# Unicodeblock Zusätzliche Pfeile-A
Der Unicodeblock Zusätzliche Pfeile-A (Supplemental Arrows-A, U+27F0 bis U+27FF) enthält verschiedene zusätzliche Pfeile. Weitere Pfeile finden sich in den Unicodeblöcken Pfeile, Zusätzliche Pfeile-B sowie Verschiedene Symbole und Pfeile.

## Tabelle
Alle Zeichen haben die Kategorie „Mathematisches Symbol“ und die bidirektionale Klasse „Anderes neutrales Zeichen“.
| Unicodenummer  | Zeichen (400 %) | Offizielle Bezeichnung                | Beschreibung                                      |
| -------------- | --------------- | ------------------------------------- | ------------------------------------------------- |
| U+27F0 (10224) | ⟰               | UPWARDS QUADRUPLE ARROW               | Vierfacher Pfeil nach oben                        |
| U+27F1 (10225) | ⟱               | DOWNWARDS QUADRUPLE ARROW             | Vierfacher Pfeil nach unten                       |
| U+27F2 (10226) | ⟲               | ANTICLOCKWISE GAPPED CIRCLE ARROW     | Kreispfeil mit Lücke gegen den Uhrzeigersinn      |
| U+27F3 (10227) | ⟳               | CLOCKWISE GAPPED CIRCLE ARROW         | Kreispfeil mit Lücke im Uhrzeigersinn             |
| U+27F4 (10228) | ⟴               | RIGHT ARROW WITH CIRCLED PLUS         | Pfeil nach rechts mit eingekreistem Pluszeichen   |
| U+27F5 (10229) | ⟵               | LONG LEFTWARDS ARROW                  | Langer Pfeil nach links                           |
| U+27F6 (10230) | ⟶               | LONG RIGHTWARDS ARROW                 | Langer Pfeil nach rechts                          |
| U+27F7 (10231) | ⟷               | LONG LEFT RIGHT ARROW                 | Langer Pfeil nach links und rechts                |
| U+27F8 (10232) | ⟸               | LONG LEFTWARDS DOUBLE ARROW           | Langer doppelter Pfeil nach links                 |
| U+27F9 (10233) | ⟹               | LONG RIGHTWARDS DOUBLE ARROW          | Langer doppelter Pfeil nach rechts                |
| U+27FA (10234) | ⟺               | LONG LEFT RIGHT DOUBLE ARROW          | Langer doppelter Pfeil nach links und rechts      |
| U+27FB (10235) | ⟻               | LONG LEFTWARDS ARROW FROM BAR         | Langer Pfeil nach links von Querstrich            |
| U+27FC (10236) | ⟼               | LONG RIGHTWARDS ARROW FROM BAR        | Langer Pfeil nach rechts von Querstrich           |
| U+27FD (10237) | ⟽               | LONG LEFTWARDS DOUBLE ARROW FROM BAR  | Langer doppelter Pfeil nach links von Querstrich  |
| U+27FE (10238) | ⟾               | LONG RIGHTWARDS DOUBLE ARROW FROM BAR | Langer doppelter Pfeil nach rechts von Querstrich |
| U+27FF (10239) | ⟿               | LONG RIGHTWARDS SQUIGGLE ARROW        | Langer verwackelter Pfeil nach rechts             |